# Carl Diem
Carl Diem (Würzburg, 24 giugno 1882 – Colonia, 17 dicembre 1962) è stato un dirigente sportivo e storico tedesco, segretario generale del comitato organizzatore dei Giochi della XI Olimpiade di Berlino del 1936.
Ideatore del percorso a staffette della torcia olimpica, con cui portare la fiamma olimpica da Olimpia alla città organizzatrice dei Giochi olimpici, è stato tra i più importanti storici dello sport e delle Olimpiadi dal XX secolo.

## Biografia

### I primi anni

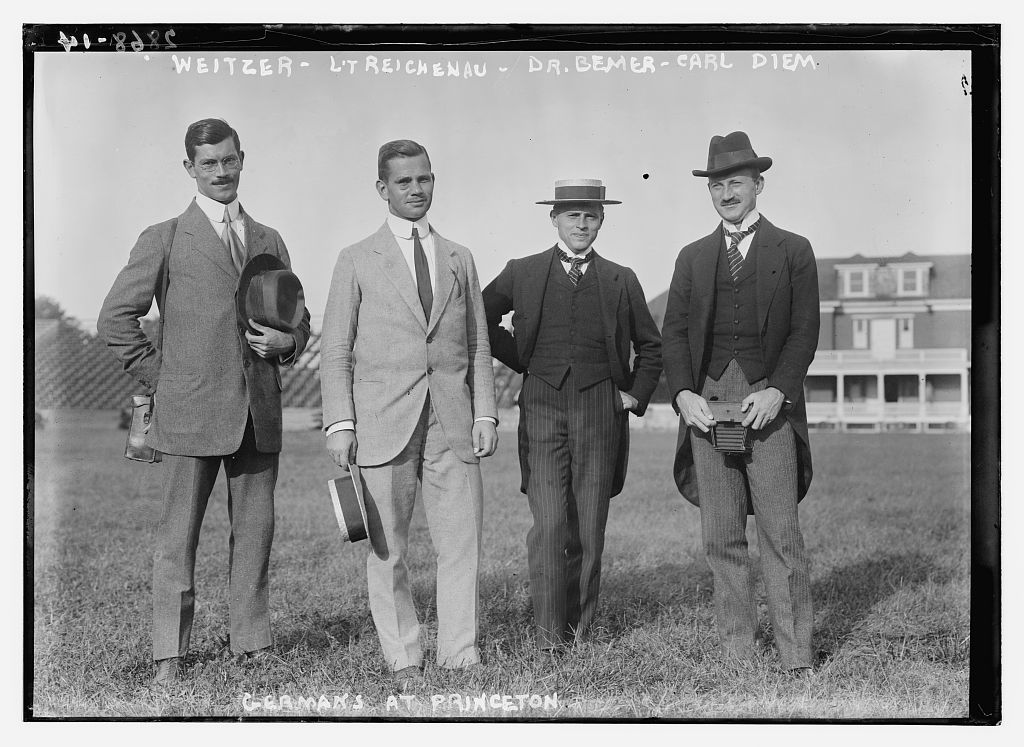
Carl Diem, primo da destra, all'Università di Princeton nel 1913

Nato in una famiglia borghese, Diem fu un buon atleta in gioventù, specializzandosi nelle medie e lunghe distanze, in una nazione tradizionalmente specializzata nella ginnastica; all'età di 17 anni fondò il suo primo club di atletica, Marcomannia. Da giovane, intraprese la carriera di venditore, iniziando poi a scrivere articoli per alcuni giornali sportivi. All'età di vent'anni, venne assunto dall'Autorità sportiva tedesca per l'atletica leggera (Deutsche Sportbehörde für Athletik, o DSBfA), di cui entrò a far parte del consiglio di amministrazione nel 1903. Diem fu un fervente discepolo di Pierre de Coubertin, fondatore del Comitato Olimpico Internazionale e padre delle moderne Olimpiadi, credendo ardentemente nell'ideale olimpico e nella possibilità che lo sport potesse favorire l'armonia tra le nazioni.
Nel 1906 Diem iniziò la sua carriera olimpica, guidando il contingente di atleti tedeschi ai Giochi olimpici intermedi: per ragioni non del tutto chiare, la delegazione tedesca entrò per prima nello Stadio Panathinaiko durante la sfilata degli atleti. Nel 1909, i V Giochi olimpici dell'estate 1912 vennero assegnati a Stoccolma, ma il Comitato Olimpico Internazionale affidò alla Germania l'organizzazione dei Giochi della VI Olimpiade del 1916, con sede a Berlino. Nel 1912 fu promotore della creazione del Brevetto Sportivo Tedesco, prendendo ispirazione da un premio svedese visto nella capitale svedese.
Dopo l'evento olimpico del 1912, Diem si lanciò nei preparativi per le Olimpiadi del 1916, coadiuvato da Theodor Lewald che fu per molti anni presidente del Comitato Olimpico Tedesco, fino a quando nell'estate 1914 scoppiò la prima guerra mondiale e il CIO di conseguenza si vide costretto ad annullare i Giochi della VI Olimpiade. Diem si arruolò nell'esercito tedesco e prestò servizio in Belgio e Francia. Fu ferito a San Quintino, ma si riprese e combatté sia a Champagne che nelle Argonne.
Dopo la guerra, i funzionari olimpici del Comitato Olimpico Internazionale esclusero le nazioni sconfitte nel conflitto dalle future Olimpiadi, impedendo quindi alla Germania di partecipare ai Giochi olimpici del 1920 e del 1924. Diem e Lewald, tornati nelle loro cariche dirigenziali, fecero pressioni per far sì che gli atleti tedeschi potessero prendere parte alle competizione dei Giochi della IX Olimpiade, riuscendo nell'intento. Con il sostegno dello stato, Diem fondò nel 1920 la Deutsche Hochschule für Leibesübungen, una struttura sportiva dedicata alla formazione di allenatori sportivi. Nel 1929 fece un viaggio di cinque settimane negli Stati Uniti con Lewald, durante il quale strinse amicizia con Avery Brundage.

### Le Olimpiadi di Berlino 1936

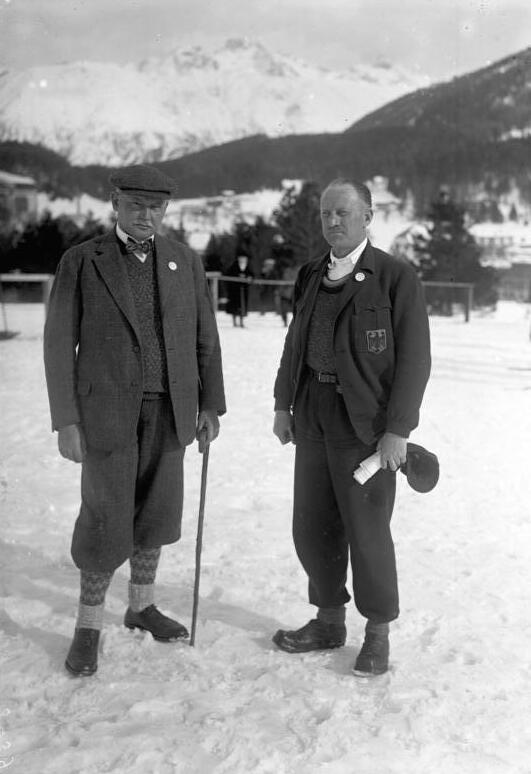
Theodor Lewald e Carl Diem a St. Moritz nel 1928

Carl Diem divenne il segretario dell'organizzazione sportiva tutta tedesca Deutscher Reichsausschuss für Leibesübungen ("Comitato imperiale tedesco per l'Educazione fisica", noto anche come "DRL"), precursore del Nationalsozialistischer Reichsbund für Leibesübungen (NSRL), l'organo sportivo del Terzo Reich. Nell'aprile 1931, grazie nuovamente alla reputazione e alla pressione di Diem e Lewald, Berlino venne scelta per ospitare i Giochi della XI Olimpiade e il dirigente di Würzburg fu nominato segretario generale del comitato organizzatore; ebbe così modo di partecipare alle Olimpiadi del 1932 di Los Angeles, osservando attentamente i preparativi e le strutture della città ospitante, in vista dell'evento tedesco di quattro anni dopo.
Theodor Lewald, in qualità di presidente del Comitato Olimpico Tedesco e membro del Comitato Olimpico Internazionale, istituì un comitato organizzatore per i Giochi olimpici di Berlino cinque giorni prima delle elezioni che portarono Adolf Hitler ad essere eletto nuovo cancelliere della Germania. L'ascesa al potere del Führer minacciò ancora una volta il sogno di Diem riguardante l'assistere ad un Olimpiade a Berlino, dal momento che il nazismo non era favorevole allo sport internazionale e lo stesso Hitler aveva liquidato i Giochi olimpici come un progetto di "ebrei e massoni". Cinque giorni dopo il giuramento dei nuovi ministri, Lewald ebbe un appuntamento con Joseph Goebbels e convinse il nuovo ministro della Propaganda sulla notevole opportunità di promuovere il Terzo Reich al di fuori dei confini nazionali attraverso le Olimpiadi; Goebbels, ricevendo poi l'approvazione di Hitler, confermò il sostegno del governo nazista ai Giochi olimpici, visti anche come celebrazione della prestanza fisica e adatti all'idealizzazione nazista della giovinezza, della forma fisica e dell'atletismo.
Nonostante il sostegno ufficiale nazista ai giochi, la posizione di Diem come organizzatore era a rischio, soprattutto perché la sua Deutsche Hochschule für Leibesübungen impiegava insegnanti ebrei e perché la moglie di Diem, Liselott, proveniva da una famiglia ebrea; per questi motivi egli stesso fu classificato come "ebreo bianco", ma riuscì comunque a mantenere la sua carica e a consolidare la sua posizione; Lewald invece fu costretto a cedere la carica di presidente del Comitato Olimpico Tedesco a causa delle sue discendenze semitiche, mantenendo tuttavia quella di presidente del Comitato Organizzatore. Sebbene avesse proposto una spesa complessiva per le Olimpiadi che comportasse un bilancio in pareggio, vennero costruiti nuovi impianti sportivi oltre quelli originariamente previsti e venne estesa la metropolitana di Berlino fino allo stadio; la somma di denaro fornita dal governo era di circa venti volte superiore al budget originario, così Diem colse l'occasione per quadruplicare il proprio stipendio.

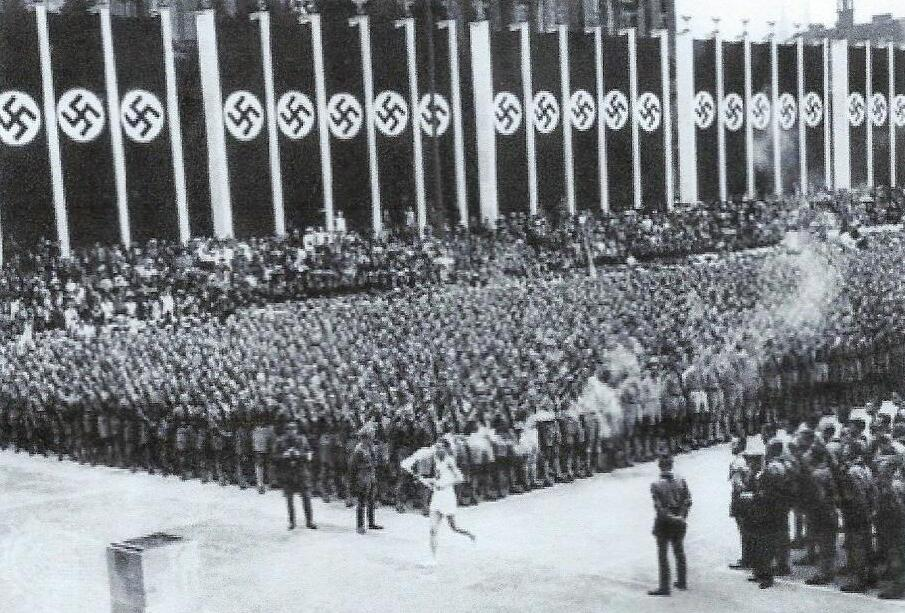
L'arrivo della torcia olimpica ai Giochi della XI Olimpiade di Berlino

In seguito anche ad un inconcludente confronto di Charles Sherrill, membro del Comitato Olimpico degli Stati Uniti, con Hitler sulla partecipazione di tedeschi ebrei alle competizioni e ai dubbi riguardanti l'apertura dei nazisti ai concorrenti non ariani, vi fu un crescente consenso al boicottare le Olimpiadi di Berlino tra i funzionari olimpici statunitensi. Avery Brundage, presidente di quell'associazione, venne tuttavia convinto dallo stesso Diem che gli ebrei non sarebbero stati esclusi dalle competizioni, anche se probabilmente sapeva il contrario, e così Brundage garantì la presenza della delegazione americana ai Giochi.
Durante una visita in Grecia per una conferenza olimpica nel 1934, Diem, che fin dal 1910 aveva avuto modo di organizzare gare podistiche di lunga distanza, immaginò un corteo simbolico caratterizzato dal transito in varie città della fiamma olimpica, partita da Olimpia e trasportata attraverso una torcia, e così lui e Lewald decisero di attuare l'idea per le Olimpiadi tedesche. Sebbene questa proposta fosse un'invenzione moderna, anche gli Giochi olimpici antichi includevano una fiamma rituale nei Giochi olimpici che commemorava il furto del fuoco agli dei da parte di Prometeo. Il 30 giugno 1936 quindi venne accesa la prima torcia olimpica nell'Heraion di Olimpia, che venne poi accompagnata per 3422 km fino a Berlino, passando per Bulgaria, Jugoslavia, Ungheria, Austria e Cecoslovacchia; il 1º agosto Fritz Schilgen accese il braciere olimpico dell'Olympiastadion. In ogni caso, i Giochi della XI Olimpiade vennero apprezzati dall'opinione pubblica e dai media per la partecipazione del pubblico e per l'ottima organizzazione; lo stesso Pierre de Coubertin si complimentò per il notevole spettacolo di quell'evento.
Anche dopo le Olimpiadi Diem ricoprì alcuni incarichi nell'organizzazione sportiva del Terzo Reich, divenendo nel 1939 direttore del Nationalsozialistischer Reichsbund für Leibesübungen. Grazie ai suoi buoni rapporti con il Comitato Olimpico Internazionale, riuscì a far assegnare le Olimpiadi invernali del 1940 a Garmisch-Partenkirchen, nonostante il fatto che le precedenti Olimpiadi invernali si fossero svolte nella stessa cittadina bavarese e la Germania avesse già invaso la Cecoslovacchia al momento della decisione. I Giochi olimpici invernali del 1940 vennero poi cancellati in seguito all'invasione della Polonia da parte del Terzo Reich.

### Dopo il secondo conflitto mondiale
Nel marzo 1945, mentre l'Armata Rossa si avvicinava a Berlino nelle ultime settimane della seconda guerra mondiale, Diem organizzò un altro evento nello stadio olimpico della città; rivolgendosi migliaia di adolescenti della Gioventù hitleriana, li esortò a difendere la capitale fino alla morte, nello spirito degli antichi spartani. Circa duemila tra i giovani lì riuniti si sacrificarono prima che Berlino cadesse nel maggio successivo.
Nonostante i suoi legami con il regime nazista, alla conclusione della guerra l'immagine di Diem venne rapidamente riabilitata nella nuova democrazia della Repubblica Federale Tedesca. Alcuni storici sostengono che il rapporto tra il dirigente e il Nazismo si estese oltre la promozione dello sport nel paese, dal momento che appoggiò con fermezza molte idee del Nazionalsocialismo nonostante fosse a conoscenza della sua ferocia, che sostenne in alcuni scritti l'ideale della superiorità razziale e che appunto avesse preso parte alla propaganda di guerra fino al termine del conflitto mondiale. Anche per questi motivi, il Comitato Olimpico Internazionale respinse nel 1948 la sua richiesta di entrare a far parte dell'organizzazione.
Divenne direttore ad interim del dipartimento di educazione fisica dell'Università di Berlino e nel 1947 venne nominato rettore della nuova Deutsche Sporthochschule Köln ("Università tedesca dello sport di Colonia"), impegnandosi parallelamente nella carriera di storico dello sport tedesco e dei giochi olimpici; nel 1960, pubblicò un'autorevole storia generale dello sport. Nel momento della sua morte, nel 1962, era ancora una figura rispettata nel panorama sportivo tedesco e non solo, venendo ricordato come "il più grande storico dello sport e il più profondo teorico dell'educazione sportiva" del XX secolo.